# Egosurfing
Il termine egosurfing è utilizzato per descrivere l'atto di inserire il proprio nome in un motore di ricerca web al fine di valutare la propria presenza e rilevanza su Internet.
Il termine, che deriva dall'inglese (to surf = navigare) e che è entrato nell'Oxford English Dictionary nel 1998,
viene utilizzato anche nell'ambito della cultura Internet italiana.
Inoltre con egosurfing si può indicare l'atto di valutare congiuntamente l'importanza del proprio nome e del proprio sito web o blog.